# Partido de la Muerte
El partido de la muerte fue un partido de fútbol en el que participó un conjunto de prisioneros de guerra ucranianos soviéticos, organizados como un equipo profesional llamado FC Start, y soldados de la Wehrmacht. Los jugadores soviéticos derrotaron a los alemanes, a pesar de conocer las consecuencias que esto traería. Muchos de ellos fueron arrestados y llevados a campos de concentración, donde posteriormente serían torturados y asesinados.

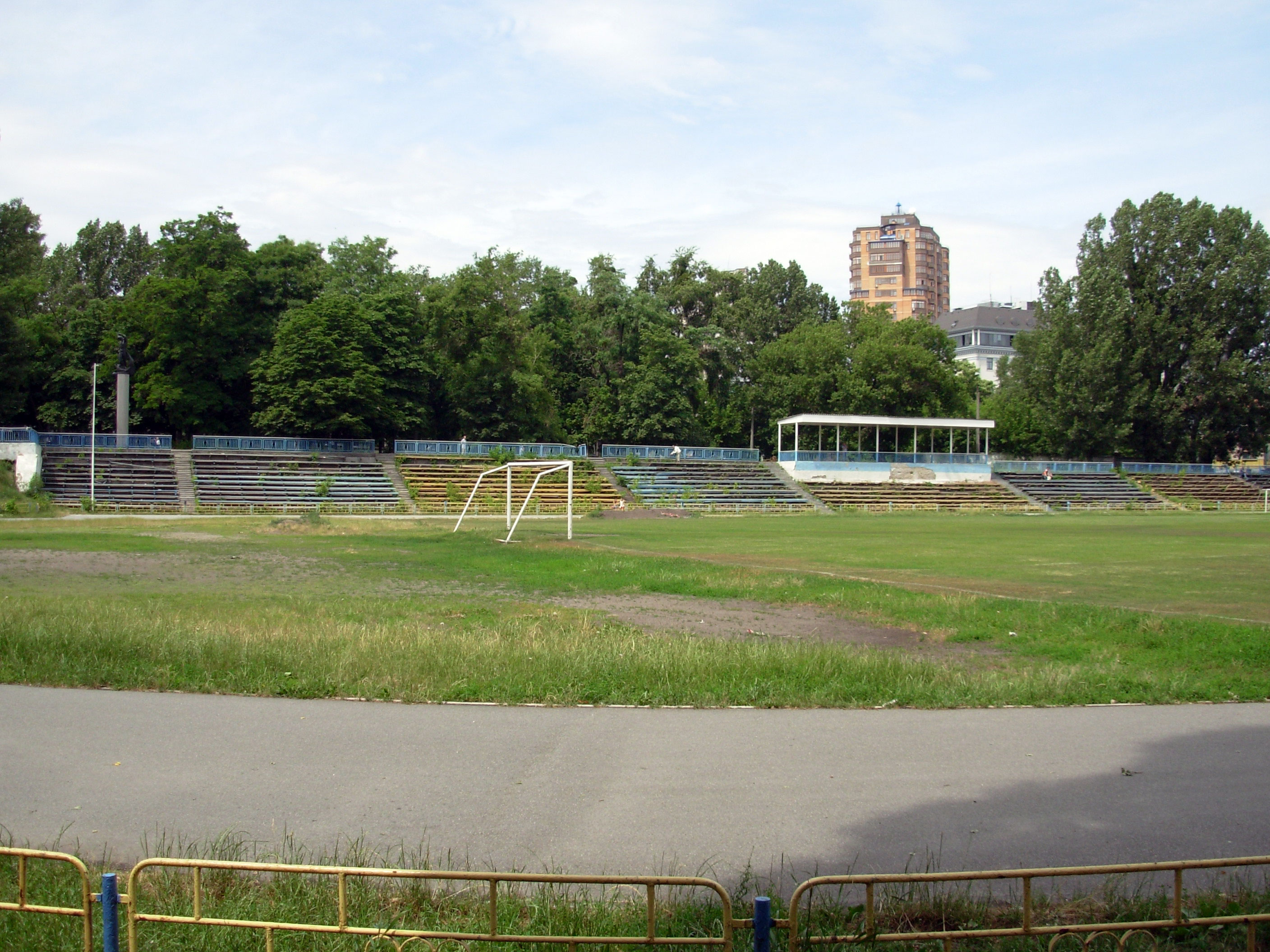
Vista del actual Estadio Start (llamado Estadio Zenit en el momento en el que se disputó el partido).

## Contexto
El fútbol se volvió muy popular en la Unión Soviética, especialmente en Ucrania en la década de 1930. El mejor equipo de Ucrania en esa época era el Dinamo de Kiev, que formaba parte de la sociedad deportiva Dinamo, que había sido fundada resultado de una unión entre la policía y el Ejército Rojo. En la Unión Soviética, de la cual Ucrania formaba parte, el fútbol era patrocinado por el Estado. En 1938, el Dinamo de Kiev logró el cuarto lugar en la liga nacional, anotando 76 goles. Pero luego el equipo fue perdiendo, al obtener pésimos lugares en 1939 y 1940.
La temporada de 1941 nunca se completó, ya que Alemania invadió la Unión Soviética el 22 de junio de 1941. Varios de los jugadores del Dinamo de Kiev fueron reclutados y partieron al frente. Cuando los alemanes se acercaron a Kiev, los demás jugadores que quedaron en la ciudad fueron ayudados por la defensa civil de la ciudad. El éxito inicial de la Wehrmacht permitió la caída de Kiev, una de las mayores ciudades de la Unión Soviética. Varios de los jugadores del Dinamo de Kiev que sobrevivieron al ataque se convirtieron en prisioneros de guerra en los campos de concentración.

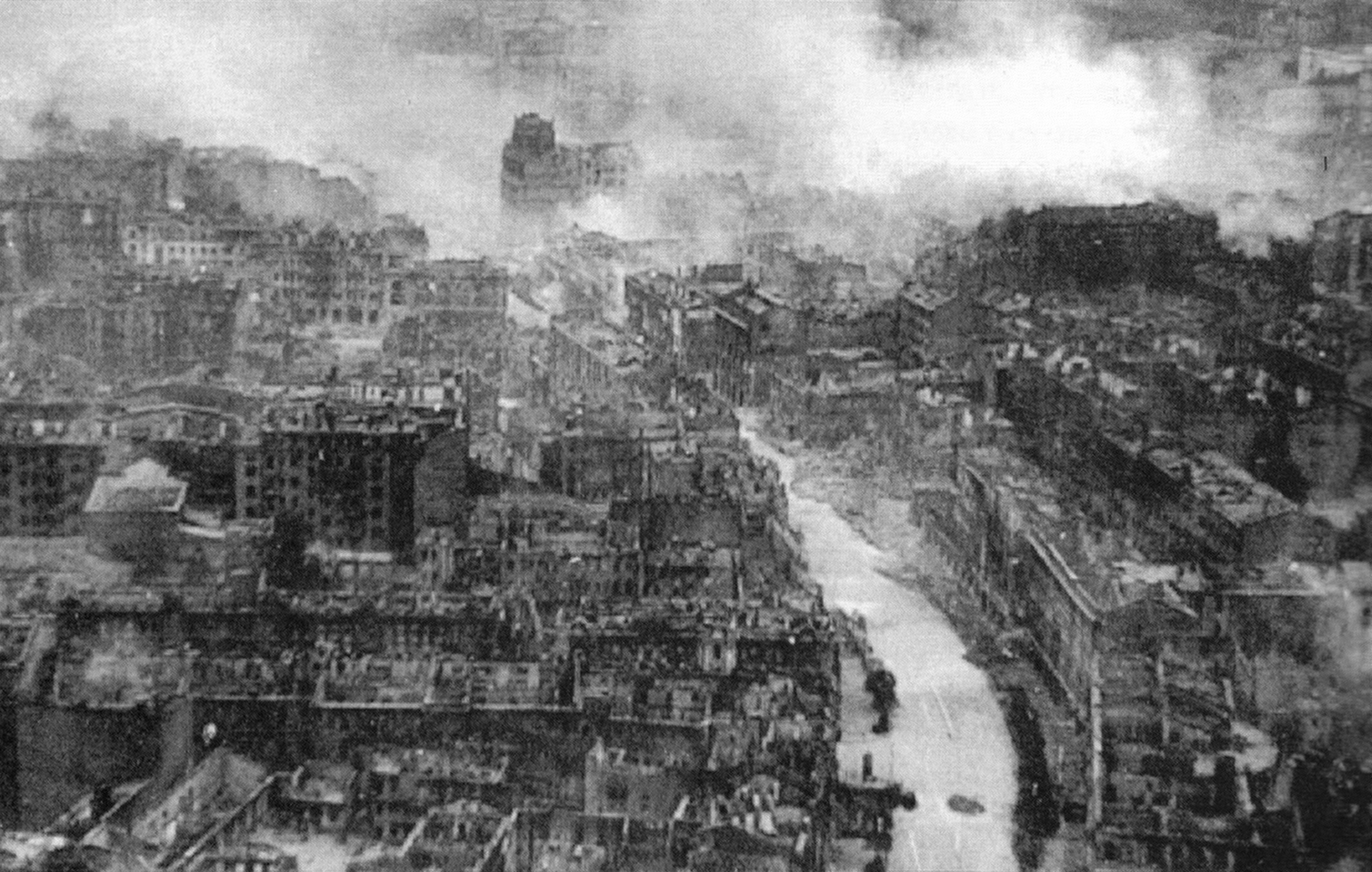
Kiev durante la Segunda Guerra Mundial.

## Historia
Era en la panadería estatal número 3 de Kiev, donde eventualmente se reunían los jugadores buscando trabajo en la ocupada Kiev. Mykola Trusevych, portero del Dinamo de Kiev, volvió a la ciudad e Iosif Kordik, un fanático del Dinamo, le dio trabajo como barrendero en la panadería. Kordik se había mantenido como administrador de la panadería, porque tenía origen alemán. A Kordik, un entusiasta de los deportes, se le ocurrió la idea de formar un equipo de fútbol de la panadería, y en la primavera de 1942, Trusevych empezó a buscar en Kiev a sus antiguos compañeros de equipo. El primero que encontró fue Makar Goncharenko.
En las siguientes semanas, el FC Start (Football Club Start) estaba integrado por ocho jugadores del Dinamo Kiev (Mykola Trusevych, Mikhail Svyridovskiy, Nikolai Korotkikh, Oleksiy Klimenko, Fedir Tyutchev, Mikhail Putistin, Ivan Kuzmenko y Makar Goncharenko), y tres jugadores del Lokomotiv Kiev (Vladimir Balakin, Vasil Sukharev y Mikhail Melnik). El 7 de julio de 1942, el FC Start jugó su primer partido en la liga local. El primer oponente del FC Start fue Rukh, el equipo favorito de Shtetsov. El FC Start ganó por 7-2, a pesar de estar mal alimentados y mal equipados.
Durante 1942, el FC Start jugó varios partidos con equipos de guarniciones militares y logró ganar todos los partidos:
| Fecha       | Oponente                                    | Resultado (FC Start en negrita) |
| ----------- | ------------------------------------------- | ------------------------------- |
| 21 de junio | Guarnición húngara                          | 6-2                             |
| 5 de julio  | Guarnición rumana                           | 11-0                            |
| 12 de julio | Equipo trabajadores del ferrocarril militar | 9-1                             |
| 17 de julio | PGS (Alemania)                              | 6-0                             |
| 19 de julio | MSG.Wal (Hungría)                           | 5-1                             |
| 21 de julio | MSG.Wal (Hungría)                           | 3-2                             |
| 6 de agosto | Flakelf (Alemania)                          | 5-1                             |

La administración alemana tomó conciencia de que las victorias del FC Start podría inspirar a los soviéticos y disminuir la moral de las tropas del Eje.

## El partido
El equipo Flakelf de la Luftwaffe pidió la revancha, la cual fue fijada para el 9 de agosto, en el estadio Zenit. Un oficial de las Waffen-SS fue nombrado árbitro. El FC Start era consciente de que el arbitraje estaba parcializado en contra de ellos. Muchas fuentes anónimas advirtieron al FC Start de un posible castigo si no perdían contra los alemanes. A pesar de eso, el equipo decidió jugar como siempre. También se negaron a dar el saludo nazi a sus oponentes antes del partido.
A la fecha del día del partido, el equipo del FC Start estaba compuesto por los siguientes jugadores: Nikolai Trusevich, Alexei Klimenko, Mikhail Sviridovsky, Vasily Sukharev, Vladimir Balakin, Lev Gundarev, Makar Goncharenko, Yuriy Chernega, Pavel Komarov, Nikolai Korotkikh, Mikhail Putisin, Mikhail Melnik, Georgy Timofeyev, Feodor Tyutchev e Ivan Kuzmenko.
Como preveían los jugadores, el árbitro hizo caso omiso a las faltas del equipo Flakelf. El equipo alemán avanzó rápidamente hacia la portería del FC Start, gracias a una campaña sostenida de ejercicios físicos. Trusevych recibió una patada en la cabeza de un delantero del Flakelf, dejándolo atontado. Mientras Trusevych se recuperaba, el equipo alemán anotó un tanto.
El árbitro siguió ignorando las reclamaciones del FC Start por la violencia de sus oponentes. El equipo Flakelf usó todas las tácticas y técnicas de un equipo sucio: dirigiéndose al cuerpo en vez de la pelota, tirando de la camiseta, haciendo zancadillas por detrás del jugador, para así obtenerla de mala forma. A pesar de todo esto el FC Start anotó un gol de tiro libre por Kuzmenko. Luego Goncharenko, en contra del curso del juego, esquivó la pelota entre los defensores del equipo Flakelf y metió el balón en la red del equipo alemán. Al medio tiempo, el FC Start ganaba 3-1.
La segunda mitad fue casi un anticlímax. Cada uno de los equipos marcó 2 goles. Al final del partido, el FC Start se encontraba en una posición favorable de 5-3. Klimenko, un defensor, tomó la pelota, pasó la defensa del equipo alemán y sorteó al portero del Flakelf. Entonces en lugar de lanzar la pelota a la portería, se dio la vuelta y la lanzó al público. El árbitro de las SS hizo sonar el silbato de final antes de cumplirse los noventa minutos de juego.

### Ficha
|       |       | Nikolai Trusevich |
|       |       | Georgy Timofeyev  |
|       |       | Ivan Kuzmenko     |
|       |       | Pavel Komarov     |
|       |       | Alexei Klimenko   |
|       |       | Nikolai Korotkikh |
|       |       | Vasily Sukharev   |
|       |       | Feodor Tyutchev   |
|       |       | Makar Goncharenko |
|       |       | Mikhail Putisin   |
|       |       | Mikhail Melnik    |
| D. T. | D. T. | Joseph Kordik     |

|       |  | Harer      |
|       |  | Danz       |
|       |  | Schneider  |
|       |  | Biskur     |
|       |  | Scharf     |
|       |  | Kaplan     |
|       |  | Breuer     |
|       |  | Arnold     |
|       |  | Jannasch   |
|       |  | Wunderlich |
|       |  | Hofmann    |
| D. T. |  |            |

| Anotado · Anotado · Anotado · Anotado · Anotado | Ivan Kuzmenko Makar Goncharenko Jugador del FC Start | 1:1 2:1 3:1 4:3 5:3 |

| Anotado · Anotado · Anotado | Jugador del FV Flakelf | 0:1 3:2 3:3 |

| Principal | Oberleutnant Erwin |

|       |       | Nikolai Trusevich |
|       |       | Georgy Timofeyev  |
|       |       | Ivan Kuzmenko     |
|       |       | Pavel Komarov     |
|       |       | Alexei Klimenko   |
|       |       | Nikolai Korotkikh |
|       |       | Vasily Sukharev   |
|       |       | Feodor Tyutchev   |
|       |       | Makar Goncharenko |
|       |       | Mikhail Putisin   |
|       |       | Mikhail Melnik    |
| D. T. | D. T. | Joseph Kordik     |

|       |  | Harer      |
|       |  | Danz       |
|       |  | Schneider  |
|       |  | Biskur     |
|       |  | Scharf     |
|       |  | Kaplan     |
|       |  | Breuer     |
|       |  | Arnold     |
|       |  | Jannasch   |
|       |  | Wunderlich |
|       |  | Hofmann    |
| D. T. |  |            |

| Anotado · Anotado · Anotado · Anotado · Anotado | Ivan Kuzmenko Makar Goncharenko Jugador del FC Start | 1:1 2:1 3:1 4:3 5:3 |

| Anotado · Anotado · Anotado | Jugador del FV Flakelf | 0:1 3:2 3:3 |

| Principal | Oberleutnant Erwin |

|       |       | Nikolai Trusevich |
|       |       | Georgy Timofeyev  |
|       |       | Ivan Kuzmenko     |
|       |       | Pavel Komarov     |
|       |       | Alexei Klimenko   |
|       |       | Nikolai Korotkikh |
|       |       | Vasily Sukharev   |
|       |       | Feodor Tyutchev   |
|       |       | Makar Goncharenko |
|       |       | Mikhail Putisin   |
|       |       | Mikhail Melnik    |
| D. T. | D. T. | Joseph Kordik     |

|       |  | Harer      |
|       |  | Danz       |
|       |  | Schneider  |
|       |  | Biskur     |
|       |  | Scharf     |
|       |  | Kaplan     |
|       |  | Breuer     |
|       |  | Arnold     |
|       |  | Jannasch   |
|       |  | Wunderlich |
|       |  | Hofmann    |
| D. T. |  |            |

| Anotado · Anotado · Anotado · Anotado · Anotado | Ivan Kuzmenko Makar Goncharenko Jugador del FC Start | 1:1 2:1 3:1 4:3 5:3 |

| Anotado · Anotado · Anotado | Jugador del FV Flakelf | 0:1 3:2 3:3 |

| Principal | Oberleutnant Erwin |

|       |       | Nikolai Trusevich |
|       |       | Georgy Timofeyev  |
|       |       | Ivan Kuzmenko     |
|       |       | Pavel Komarov     |
|       |       | Alexei Klimenko   |
|       |       | Nikolai Korotkikh |
|       |       | Vasily Sukharev   |
|       |       | Feodor Tyutchev   |
|       |       | Makar Goncharenko |
|       |       | Mikhail Putisin   |
|       |       | Mikhail Melnik    |
| D. T. | D. T. | Joseph Kordik     |

|       |  | Harer      |
|       |  | Danz       |
|       |  | Schneider  |
|       |  | Biskur     |
|       |  | Scharf     |
|       |  | Kaplan     |
|       |  | Breuer     |
|       |  | Arnold     |
|       |  | Jannasch   |
|       |  | Wunderlich |
|       |  | Hofmann    |
| D. T. |  |            |

| Anotado · Anotado · Anotado · Anotado · Anotado | Ivan Kuzmenko Makar Goncharenko Jugador del FC Start | 1:1 2:1 3:1 4:3 5:3 |

| Anotado · Anotado · Anotado | Jugador del FV Flakelf | 0:1 3:2 3:3 |

| Principal | Oberleutnant Erwin |

## Consecuencias
Una semana después, el 16 de agosto, el FC Start venció nuevamente a Rukh, esta vez 8-0. Poco después un número de jugadores del FC Start fueron arrestados y torturados por la Gestapo, supuestamente por ser miembros de la NKVD (el Dinamo como club había sido financiado por la policía). Uno de los jugadores arrestados, Nikolai Korotkikh, murió bajo tortura. El resto fue enviado a los campos de concentración de Syrets, donde Ivan Kuzmenko, Oleksey Klimenko, Mihael Keehl y el portero Mykola Trusevich fueron después asesinados, en febrero de 1943. Entre los sobrevivientes se incluyen Fedir Tyutchev, Mikhail Sviridovskiy y Makar Goncharenko, que son los responsables de la popularización de esta historia soviética en la cultura popular.

## Popularización

### Prensa Escrita
En el 16 de noviembre de 1943, «Izvestia» fue el primer periódico en reportar la ejecución de los deportistas por los alemanes, aunque el partido en sí no fue mencionado. El "Partido de la Muerte" llamó la atención del público en 1958, cuando Petro Severov publicó su artículo «Последний поединок (El último duelo en español)» en el periódico «Evening Kiev».

### Obras Literarias
Al año siguiente de que Petro Severov publicara su articulo, junto con Naum Khalemsky publican el libro «Последний поединок (El último duelo en español)» de la editorial «Физкультура и спорт (Educación Física y Deporte en español)», donde se narra la historia del FC Start en su lucha contra los ocupantes nazis.

### Cinematografía
La historia se volvió muy popular en la Unión Soviética, especialmente en Ucrania, y era contada de forma romántica lo que hizo que fuese filmada una película Третий тайм (Tercer Tiempo en Latinoamérica y Desempate hasta la muerte en España) producida por Mosfilm y protagonizada por Leonid Kuravlev , Vyacheslav Nevinny , Gleb Strizhenov , Yuri Volkov y Vladimir Kashpur en 1964, basándose en esta historia. También inspiró a dos películas extranjeras, la dramática húngara Két félidő un pokolban (Match en el infierno en Latinoamérica y Dos medios tiempos en España) producida por Hunnia Film Studio y protagonizada por Imre Sinkovits, Dezső Garas, Gyula Benkő e István Velenczei en 1961, y la estadounidense Victory (película) (Escape a la victoria en Latinoamérica y Evasión o victoria en España) producida por Lorimar y protagonizada por Sylvester Stallone, Michael Caine, Max von Sydow, Pelé y Bobby Moore en 1981.

### Escultura
Un monumento de bronce realizado por Anatoly Kharechko fue erigido en el Estadio Zenit de Kiev, que pasó a denominarse el Star Stadium (Estadio Star en español) en 1981.